# Universcience
Universcience est l'établissement public français issu du rapprochement en 2009 entre le Palais de la découverte et la Cité des sciences et de l'industrie.

## Histoire
Créé en décembre 2009, Universcience prend la forme d'un établissement public à caractère industriel et commercial. Sa tutelle principale est assurée par le ministère de la Culture, responsable du programme 186 auquel est rattaché l'opérateur, en lien avec le ministère de l'Enseignement supérieur et de la Recherche (MESR).
Claudie Haigneré est nommée administratrice provisoire, avant de présider l'établissement de 2010 à 2015.
Depuis le 14 octobre 2015, Universcience est en partenariat avec le projet EuropaCity.

## Organisation
L'établissement est dirigé par un conseil d'administration de 21 membres, dont le président nommé pour cinq ans. Celui-ci nomme pour l'assister dans ses tâches un directeur général délégué.

### Présidents
| Période   | Nom               |
| 2010-2015 | Claudie Haigneré  |
| 2015-2025 | Bruno Maquart (d) |

### Directeur général délégué
| Période   | Nom                      |
| 2010-2015 | Damien Cazé              |
| 2015-2019 | Mélanie Joder            |
| 2019-2021 | Anne-Claire Amprou       |
| 2021-2024 | Céline Prévost-Mouttalib |
| 2024-     | Delphine Samsoen         |

## Web TV
En janvier 2010, Universcience lance une web TV (réalisée à l'époque par l'agence de contenus Brainsonic) à l'adresse et sous le nom universcience.tv. Présentée comme « un nouveau média au croisement de l’Internet, de la télévision et de la presse magazine », elle s'articule autour de seize thématiques couvrant une large partie des domaines scientifiques. Ce projet rassemble une vingtaine de contributeurs (universités, établissements, instituts, etc.).
Le 26 mars 2019, Universcience.tv fusionne avec Science Actualités.fr et devient « le blob, l'extra-média ».